# Нуресиль
Нуресиль (каз. Нұресіл, до 2016 г. — Воздвиженка) — село в Целиноградском районе Акмолинской области Казахстана. Административный центр Нуресильского сельского округа. Код КАТО — 116637100.

## География
Село расположено на левом берегу реки Ишим, на расстоянии примерно 18 километров (по прямой) к северо-востоку от административного центра района — села Акмол.
Абсолютная высота — 336 метров над уровнем моря.
Климат холодно-умеренный, с хорошей влажностью. Среднегодовая температура воздуха положительная и составляет около +4,1°С. Среднемесячная температура воздуха в июле достигает +20,4°С. Среднемесячная температура января составляет около -14,4°С. Среднегодовое количество осадков составляет около 390 мм. Основная часть осадков выпадает в период с июня по июль.
Ближайшие населённые пункты: село Талапкер — на севере, село Раздольное — на западе.
Близ села проходит автодорога областного значения — КС-49 «Акмол — Нуресиль — Талапкер».
Севернее села проходит автодорога республиканского значения — М-36 «Граница РФ (на Екатеринбург) — Алматы; через Костанай, Астана, Караганда».

## Население
В 1989 году население села составляло 1027 человека (из них казахи — 46%, русские — 26%).

В 1999 году население села составляло 1094 человека (537 мужчин и 557 женщин). По данным переписи 2009 года в селе проживало 1690 человек (857 мужчин и 833 женщины).
| Численность населения | Численность населения | Численность населения |
| 1989                  | 1999                  | 2009                  |
| --------------------- | --------------------- | --------------------- |
| 1027                  | ↗1094                 | ↗1690                 |

## Известные уроженцы
В селе родился Герой Советского Союза Дмитрий Степанов.